# Cladotanytarsus yukuefeus
Cladotanytarsus yukuefeus är en tvåvingeart som beskrevs av Sasa och Suzuki 2000. Cladotanytarsus yukuefeus ingår i släktet Cladotanytarsus och familjen fjädermyggor. Inga underarter finns listade i Catalogue of Life.